# Rabenstein (Bad Homburg)

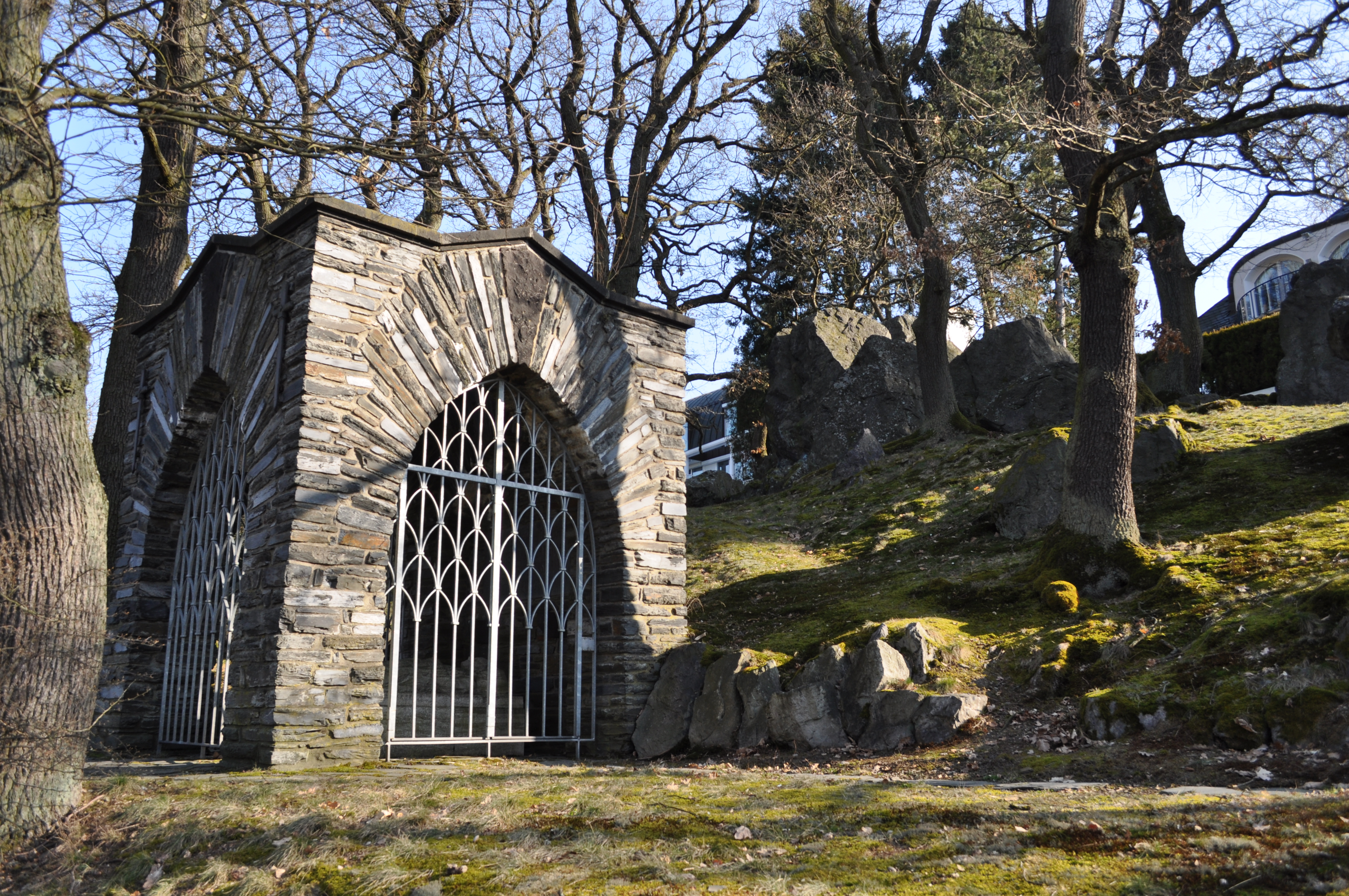
Kriegerdenkmal am Rabenstein mit Felsen im Hintergrund

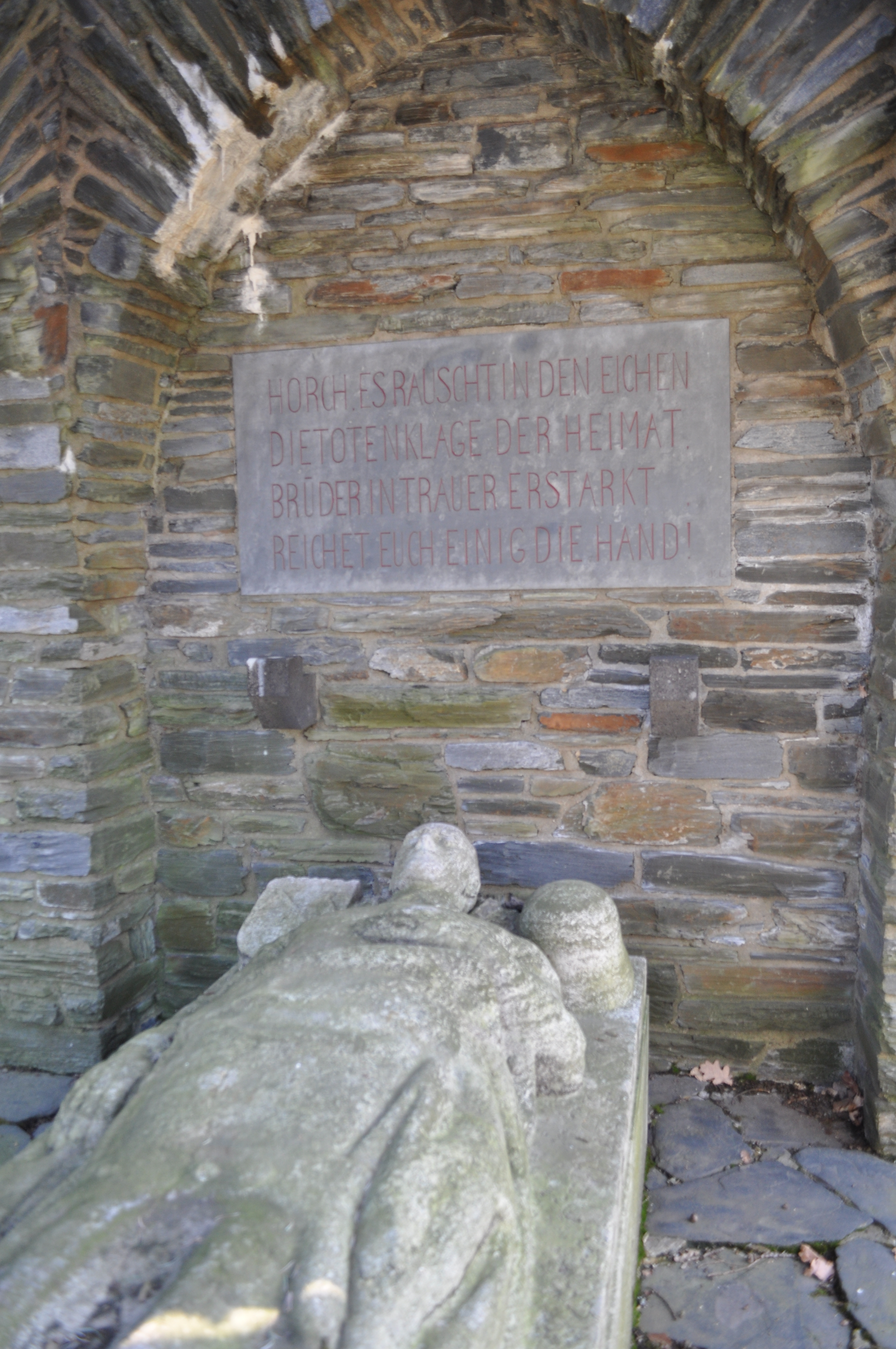
Das Innere des Kriegerdenkmals

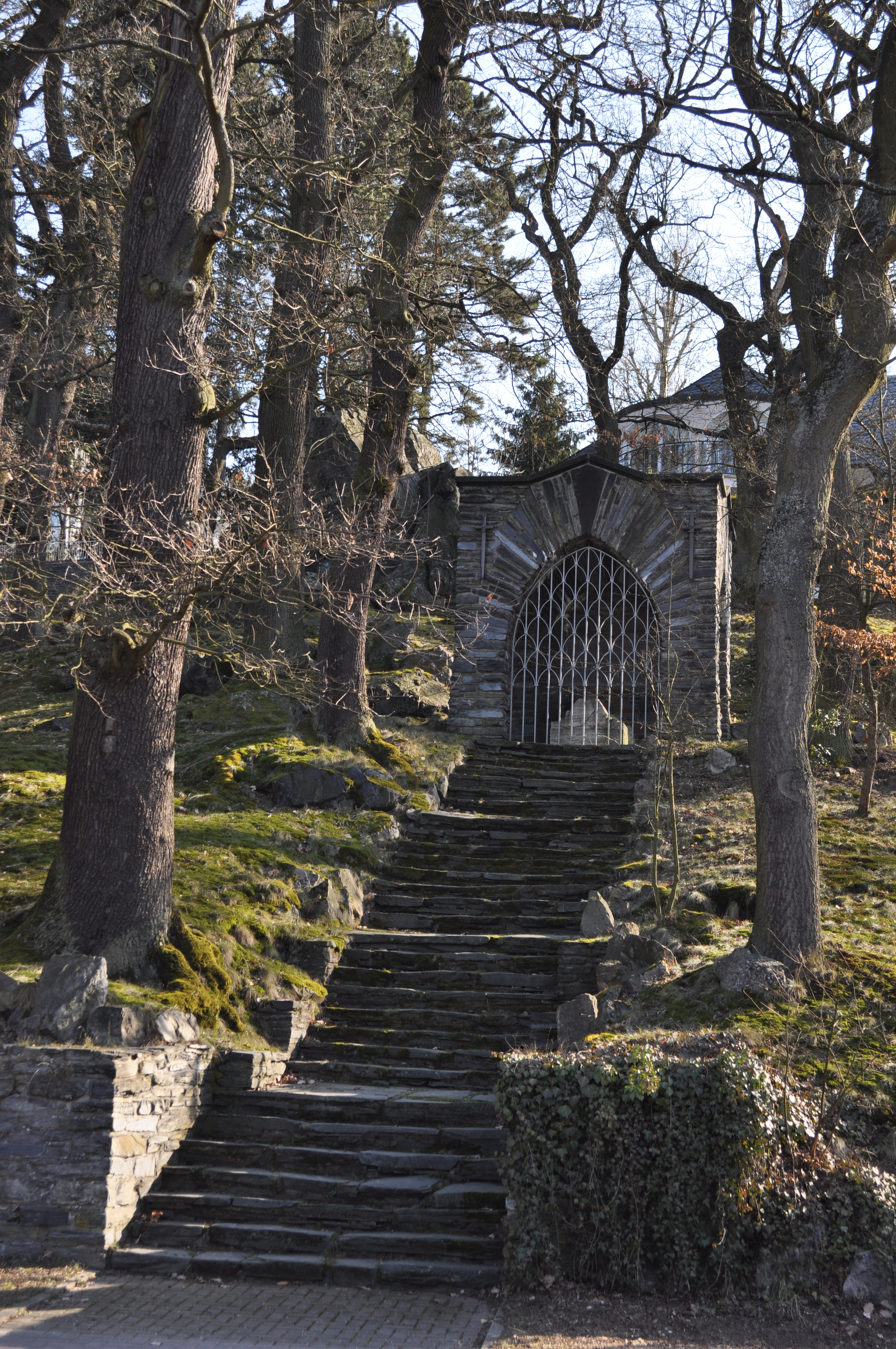
Aufgang zum Ehrenmal

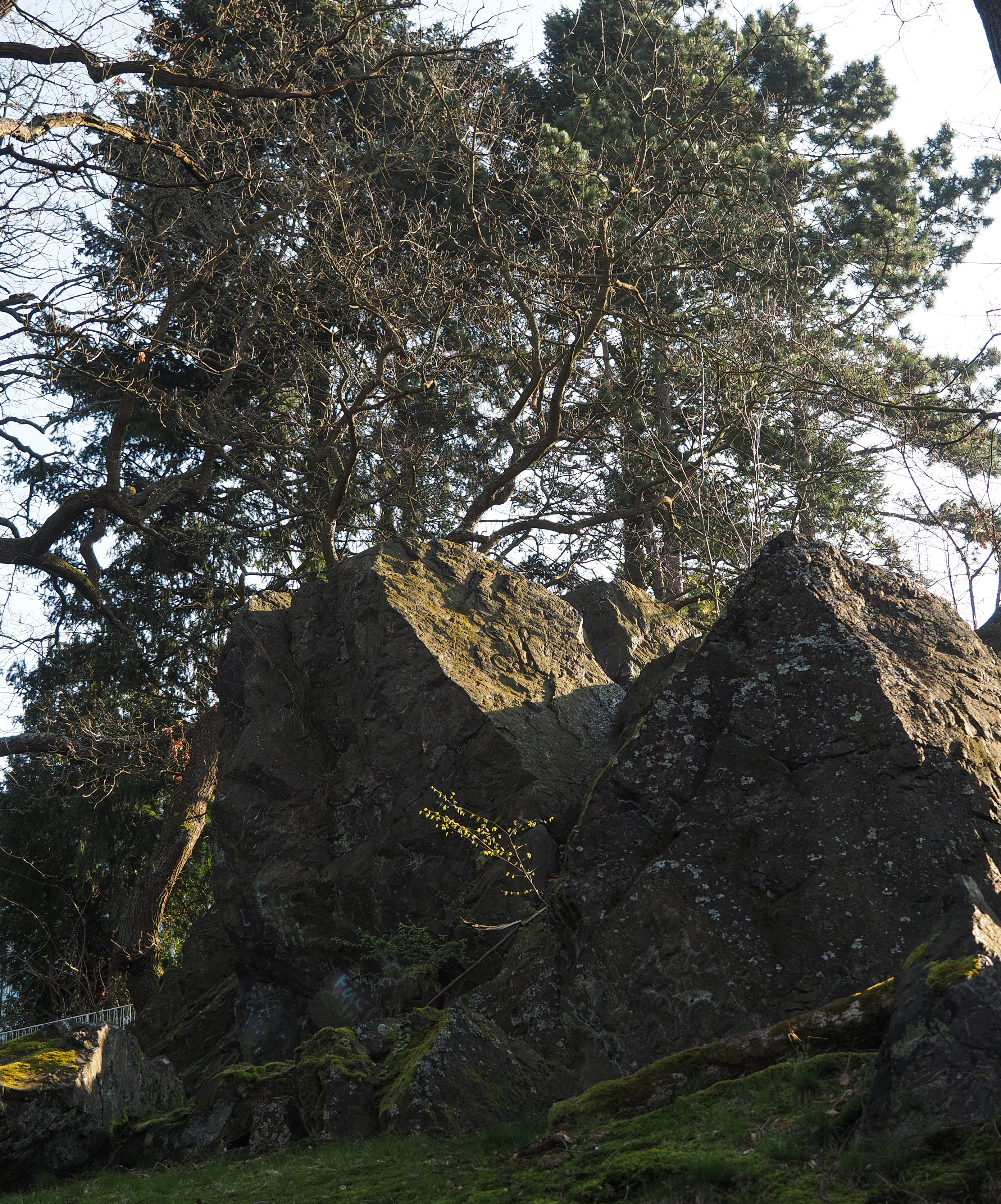
Zentrale Felsgruppe mit Monogramm von Landgraf Gustav

Der Rabenstein ist eine Felsengruppe in Kirdorf, einem Ortsteil von Bad Homburg vor der Höhe. Die Felsengruppe ist ein Naturdenkmal. Sowohl die Felsengruppe (als Teil der Landgräflichen Gartenlandschaft) als auch das Ehrenmal am Rabenstein sind Kulturdenkmäler.

## Die Felsengruppe
50° 14′ 20,5″ N, 8° 36′ 52,1″ O
Die Felsengruppe befindet sich oberhalb der Höllsteinstraße und unterhalb der Straße Am Rabenstein an einem steilen Hang in einer Grünanlage. Bis 1866 war die Fläche im Besitz der Landgrafen von Hessen-Homburg. Im 18. und 19. Jahrhundert war die Felsengruppe unter verschiedenen Namen wie Niobestein, Wilhelm- und Gustavstein bekannt, die sich auf Namen von Mitgliedern der Landgrafenfamilie bezogen.
Ein Großteil des Materials für den Bau der in der Nähe befindlichen Pfarrkirche St. Johannes, auch als „Taunusdom“ bekannt, stammt aus dem Bereich des Rabensteins.
In einen der Felsen ist das Monogramm GL (Gustav Landgraf) eingehauen. Es bezieht sich auf Landgraf Gustav. Im Rahmen der Anlage der Landgräflichen Gärten Bad Homburg wurde im Großen Tannenwald die „Kirdorfer Allee“ angelegt. Der Rabenstein ist als Blickpunkt der „Kirdorfer Allee“ in dieses Gartendenkmal eingebunden und daher Kulturdenkmal.
Geologisch handelt es sich um eine Gesteinsformation aus dem Ordovizium/Silur bestehend aus Keratophyr, Meta-Vulkaniten und Meta-Trachyt.

## Das Ehrenmal
50° 14′ 20,3″ N, 8° 36′ 51,5″ O
In Bad Homburg bestanden ein Kriegerdenkmal auf dem Waisenhausplatz, das 80er-denkmal im Kurpark und das Ehrenmal am Waldfriedhof als Kriegerdenkmäler. Zur Schaffung eines Denkmals für die Opfer des Ersten Weltkrieges riefen die „vereinigten Homburger Kriegervereine“ 1920 mit Unterstützung aller Parteien außer SPD und KPD zu Spenden auf. Die gesammelten Gelder wurden in der Inflation 1923 vollständig entwertet und das Denkmalkomitee löste sich wieder auf.
Im Dezember 1924 startete der Vorstand des Militärvereins einen neuen Anlauf. Nach einer Bürgerversammlung Anfang 1925 übernahm der Magistrat die Federführung des Projektes. Am 6. März 1925 beschloss die Stadtverordnetenversammlung einstimmig (also auch mit Stimmen von SPD und KPD) gemäß der Vorlage von Stadtbaurat Dr. Ludwig Lipp ein Ehrenmal am Rabenstein zu errichten. Ein Ideenwettbewerb ergab 26 Einsendungen, von denen nach Meinung des Preisgerichtes nur zwei der Vorgabe „Erhalt des Rabensteins in seiner natürlichen Schönheit und düsteren Großartigkeit“ entsprachen. Auch die beiden verbleibenden Entwürfe fanden kein Gefallen. Keiner wurde zur Ausführung empfohlen.
Zweieinhalb Jahre später wurde das Ehrenmal erneut in der Stadtverordnetenversammlung diskutiert. Beigeordneter Dr. Ludwig Lipp hatte nun einen eigenen Entwurf vorgelegt, der auf große Zustimmung stieß. Die Kosten von 15.000 Mark wurden zu einem Drittel aus Spenden und zu zwei Dritteln von der Stadt getragen. Am 11. März 1928 erfolgte die Einweihung.
Das gotisierende Ehrenmal wurde aus Schiefer und Lavastein erbaut. Im wie eine Grabkammer wirkenden Innenraum befindet sich die Figur eines gefallenen Soldaten des Bildhauers Carl Stock. Das Ehrenmal hat einen quadratischen Grundriss, die Wände werden durch Spitzbogen unterbrochen.
Die Kopfseite ist mit einer Inschrift geschmückt: „Horch, es rauscht in den Eichen / Die Totenklage der Heimat. / Brüder, in Trauer erstarkt, / reicht Euch einig die Hand.“
Bereits kurz nach der Einweihung wurde das Ehrenmal durch Vandalismus geschändet. Der Kopf wurde so stark beschädigt, dass er entfernt und durch einen neuen ersetzt werden musste. Offiziell wurde der Vorgang als Dummerjungenstreich und nicht als politische Tat bewertet. Zum Schutz erhielt das Ehrenmal gusseiserne Gitter.